# Лонган (растение)
Лонган (англ. Dimocarpus longan, кант. 龍眼 луннгань, что значит «глаз дракона») — вечнозелёное дерево, которое культивируется в Китае, Таиланде, Тайване, Вьетнаме и Индонезии ради съедобных плодов; вид рода Dimocarpus семейства Сапиндовые (Sapindaceae).

## Описание
Деревья высотой около 1 метра, но иногда могут достигать 4 метров в высоту.
Сочная мякоть ароматного плода лонгана имеет своеобразный сладкий вкус. Цвет прочной несъедобной внешней оболочки плода — от пятнисто-желтоватого до красноватого. Как и его родственник, китайский личи, плод лонгана содержит твёрдое тёмно-красное или чёрное семя.
Плоды содержат много сахара, витамин C, кальций, железо и фосфор, а также множество биокислот, полезных для кожи. Кожица спелого плода должна быть плотной, без трещин. Более спелым считается лонган, который полежал некоторое время после снятия с дерева. В китайской народной медицине утверждается, что засушенный фрукт обладает седативным эффектом.

## Таксономия
Dimocarpus longan Lour., 1790, Flora Cochinchinensis 1: 233—234.
Синонимы
- Dimocarpus pupilla Moon nom. inval.
- Dimocarpus undulatus Wight
- Euphoria cinerea (Turcz.) Radlk.
- Euphoria glabra Blume
- Euphoria gracilis Radlk.
- Euphoria leichhardtii Benth.
- Euphoria leichhardtii var. hebepetala Benth.
- Euphoria longan (Lour.) Steud.
- Euphoria longana Lam.
- Euphoria malaiensis (Griff.) Radlk.
- Euphoria microcarpa Radlk.
- Euphoria nephelioides Radlk.
- Euphoria undulata Wall. nom. inval.
- Euphoria verruculosa Salisb.
- Nephelium longan (Lour.) Hook.
- Nephelium longana Cambess.

## Подвиды
- Dimocarpus longan subsp. malesianus Leenh.
- Dimocarpus longan var. obtusus (Pierre) Leenh.

## Охранный статус
Согласно Международной Красной книге, в диком состоянии лонган близок к уязвимому положению.

## В культуре
В Таиланде первое упоминание о лонгане датируется 1896 годом, когда путешественник из Китая привёз в подарок супруге короля Чулалонгкорна пять саженцев лонгана. Два саженца были посажены в Бангкоке, а остальные — в Чиангмае.